# Établissement technique d'Angers

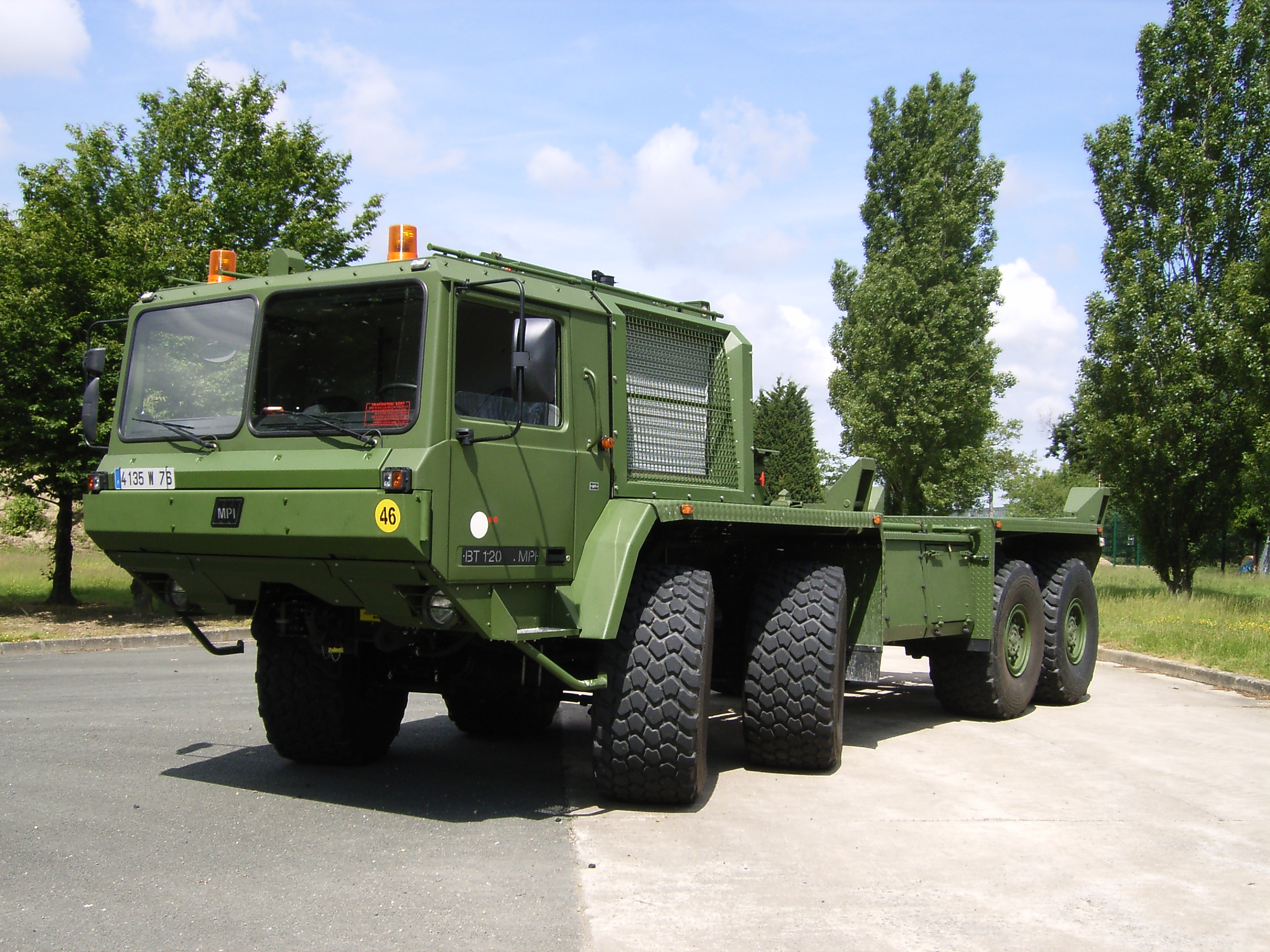
Véhicule porte-conteneurs maritimes en test à l'ETAS en 2005.

 (septembre 2022).
Si vous disposez d'ouvrages ou d'articles de référence ou si vous connaissez des sites web de qualité traitant du thème abordé ici, merci de compléter l'article en donnant les références utiles à sa vérifiabilité et en les liant à la section « Notes et références ».
L'établissement technique d'Angers (ETAS) est une emprise de la direction générale de l'Armement chargée de tester les véhicules terrestres des forces armées françaises. Il est situé à Montreuil-Juigné, près d'Angers, sur un terrain de 160 hectares. En 2012, l'ETAS disparaît par fusion avec l'établissement technique de Bourges (ETBS) pour former la DGA Techniques terrestres (DGA TT).

## Historique
En 2008, il emploie 420 salariés mais ce nombre est réduit à moins d'une centaine à partir de 2010.
Depuis 2012, le site continue d'exister comme antenne de la DGA TT et compte une centaine d'employés civils et un unique militaire.